# Kippenhahn-Diagramm
Ein Kippenhahn-Diagramm zeigt die Entwicklung der internen Struktur eines Sterns im Laufe der Zeit. Es ist benannt nach dem Astrophysiker Rudolf Kippenhahn.
Simulationsrechnungen von Sternen seit den 1960er-Jahren zeigen die Entwicklung ihrer internen Struktur im Laufe der Simulation in Abhängigkeit von ihrer Masse und chemischen Zusammensetzung entsprechend dem Vogt-Russell-Theorem. Zusätzlich kann die Entwicklung in wechselwirkenden Doppelsternen noch von dem Begleiter beeinflusst werden. Um die zeitliche Änderung der Sternstruktur übersichtlicher darzustellen, wird das Kippenhahn-Diagramm verwendet. Auf der Abszisse wird die Zeit und entlang der Ordinate die Masse in der Einheit Sonnenmassen aufgetragen. In der Regel wird die Gesamtmasse des Sterns oder die Masse, die sich innerhalb einer bestimmten physikalisch interessanten Grenze befindet (z. B. ein fixer Bruchteil des Gesamtradius oder der Radius, der die Grenze der Konvektionszone darstellt). Ursprünglich wurde nur die Art des Energietransports, der durch Strahlung oder Konvektion erfolgen kann, eingezeichnet. Heute wird zusätzlich die Art der Kernfusionen wie das Wasserstoffbrennen und/oder die chemische Zusammensetzung mit aufgenommen. Im Kippenhahn-Diagramm kann zum Beispiel die Entwicklung des Schalenbrennens in Roten Riesen in einer übersichtlichen Form dargestellt werden.